# Tuğçe Açıkgöz
Tuğçe Açıkgöz (* 10. Februar 1993 in Ankara) ist eine türkische Schauspielerin.

## Leben und Karriere
Açıkgöz wurde am 10. Februar 1993 in Ankara geboren. Sie studierte an der Kadir Has Üniversitesi. Ihr Debüt gab sie 2002 in der Fernsehserie Bizim Evin Halleri. Außerdem spielte sie in den Filmen Alaturka und Babam Geri Döndü mit. Außerdem bekam sie 2019 eine Rolle in der Serie Leke. 2022 war sie in Oğlum zu sehen. Seit 2022 spielt sie in Bir Küçük Gün Işığı mit.

## Filmografie
Filme
- 2005: Alaturka
- 2005: Babam Geri Döndü
- 2011: Ağlama Ne Olur
- 2014: Alev
- 2016: Baba Mirası

Serien
- 2002: Bizim Evin Halleri
- 2007: Vatan Sağolsun
- 2015: Yaz'ın Öyküsü
- 2019: Leke
- 2020–2021: Sol Yanım
- 2021: Menajerimi Ara
- 2021–2022: Börü 2039
- 2022: Oğlum
- seit 2022: Bir Küçük Gün Işığı